# Mark Ronan
Mark Andrew Ronan (1947) é um matemático estadunidense. É professor emérito de matemática da University of Illinois at Chicago e professor honorário de matemática da University College London. Lecionou na Universidade Técnica de Braunschweig e na Universidade Livre de Berlim, na Alemanha. De 1989 a 1992 foi professor na Inglaterra, na Universidade de Birmingham. Nos Estados Unidos foi professor da University of Illinois at Chicago. 

## Obras
- Lectures on Buildings, original edition, Academic Press 1989; paperback edition, updated and revised, University of Chicago Press 2009.
- Symmetry and the Monster, Oxford University Press 2006. ISBN 978-0-19-280723-6